# پادشاهی آرتساخ
پادشاهی آرتساخ (به ارمنی: Արցախի թագավորություն) یک دولت پادشاهی ارمنی در قرون وسطا بود که قلمرو آن منطبق بر استان‌های سیونیک و آرتساخ بود که امروزه میان کانتون گاردمان در استان اوتیک، کانتون مزاز و کانتون واراژنونیک در استان آیرارات قرار گرفته‌اند. منابع معاصر از این دولت همچنین با نام خاچن نیز یاد کرده‌اند. با این حال، از آنجا که قلمرو خاچن در زمان شاهزاده حسن جلال شامل کل قلمرو جمهوری مدرن قره باغ کوهستانی به اضافه بسیاری از سرزمین‌های به هم پیوسته در غرب، جنوب و شمال آن بود، سلطنت وی اغلب پادشاهی آرتساخ نامیده می‌شد. خاچن در واقع نام دودمانی یکی از شاخه‌های کادتی سلسله باستانی سیونی بود که به نام دژ اصلی آن خاچن نامیده می‌شد. حسن جلال نسب خود را به خاندان ارمنی آرانشاهیک می‌رساند؛ خاندانی که پیش از استقرار حاکمان اشکانی در ارمنستان قدرت داشتند.
آرتساخ حاکمان مستقل خود را حفظ کرد، اگرچه در اوایل قرن سیزدهم میلادی آن‌ها تابع حاکمیت حکومت پادشاهی گرجستان و سپس خراج‌گزار مغولان شدند ولی از خودگردانی سرزمین خود محروم نگشتند. حاکمام آرتساخ عنوان سلطنتی خود را پس از به قتل رسیدن حسن جلال (۱۲۱۴–۱۲۶۱) توسط ارغون، حاکم ایلخانی، از دست دادند اما همچنان به حکومت در ناحیهٔ سیونیک به عنوان یک دولت محلی شاه‌نشین ادامه دادند و از قرن شانزدهم میلادی، حکومت آنان شامل پنج ملک ارمنی آرتساخ و ملک‌های کشاتاق سیونیک هم شد و این روند تا اوایل قرن نوزدهم میلادی دنباله داشت.